# Linaje B.1.617 del SARS-CoV-2
El linaje B.1.617 es un linaje del virus SARS-CoV-2, causante de la enfermedad de COVID-19 en el marco de la pandemia del mismo nombre (2019-presente). Atrajo la atención internacional por primera vez a fines de marzo de 2021 después de que el recién establecido INSACOG realizara la secuenciación del genoma en muestras positivas en varios estados de la India. El análisis de muestras de Maharashtra reveló que, en comparación con diciembre de 2020, hubo un aumento en la fracción de muestras con las mutaciones E484Q y L452R. El linaje B.1.617 más tarde llegó a ser apodado por los medios de comunicación como un doble mutante.
El linaje B.1.617 tiene tres sublinajes según la nomenclatura PANGO:
- B.1.617.1 (Variante Kappa), detectada por primera vez en India en diciembre de 2020.
- B.1.617.2 (Variante Delta), detectada por primera vez en India a finales de 2020.
- B.1.617.3, observado por primera vez en enero de 2021.[4]

## Mutaciones

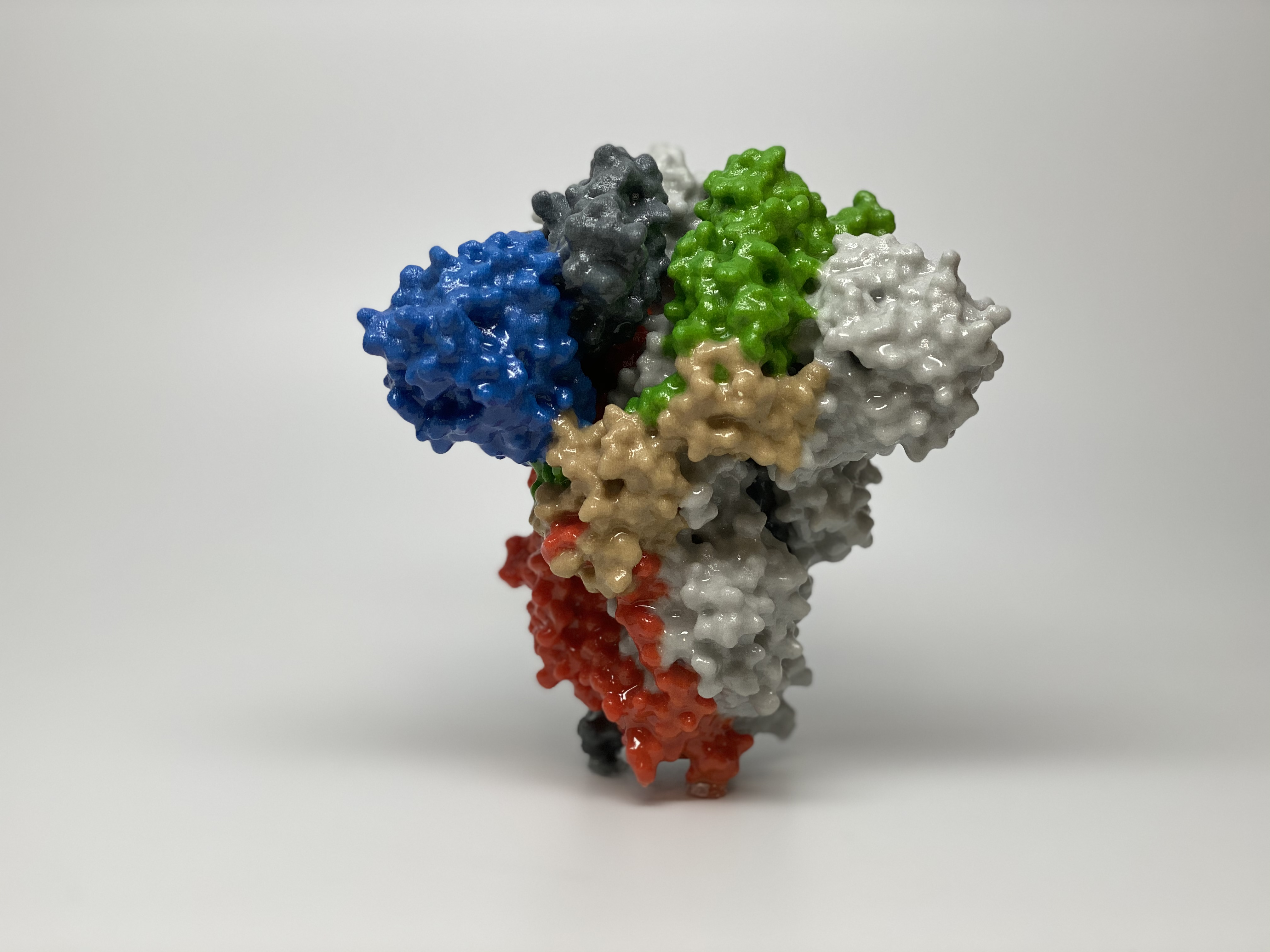
Proteína de pico del SARS-CoV-2.

Estas son algunas de las mutaciones comunes presentes en la proteína de pico del linaje B.1.617. No todos los sublinajes de B.1.617 comparten las mismas mutaciones:
- L452R. La sustitución en la posición 452, una sustitución de leucina por arginina, confiere una afinidad más fuerte de la proteína de pico por el receptor ACE2 y una menor capacidad de reconocimiento del sistema inmunológico.[5][6] Estas mutaciones, cuando se toman individualmente, no son exclusivas de la variante; más bien, su ocurrencia simultánea lo es. Esta mutación está presente en los tres sublinajes de B.1.617.[5][7]

- T478K. La sustitución en la posición 478, una sustitución de treonina por lisina, solo se encuentra en el linaje B.1.617.2.[8]

- E484Q. La sustitución en la posición 484, una sustitución de ácido glutámico por glutamina, confiere al linaje B.1.617 un potencial de unión más fuerte al receptor ACE2 humano, así como una mejor capacidad para evadir el sistema inmunológico de los huéspedes en comparación con otras variantes. Esta mutación no está presente en el genoma B.1.617.2.[9]

- D614G. La sustitución en la posición 614, una sustitución de ácido aspártico por glicina, se comparte con otros linajes altamente transmisibles como B.1.1.7, B.1.351 y P.1.[10]

- P681R. La sustitución en la posición 681, una sustitución de prolina por arginina, que, según William A. Haseltine, puede potenciar la infectividad a nivel celular de la variante "facilitando la escisión de la proteína precursora S a la configuración activa S1 / S2".[9] Esta mutación está presente en los tres sublinajes de B.1.617.

## Historia
La primera secuencia del genoma B.1.617 se envió a GISAID en el otoño de 2020, según una fuente. El equipo de PANGO detrás de la curación manual del árbol filogenético de SARS-CoV-2 señaló que la secuencia más temprana fue del 7 de diciembre de 2020. Propusieron una nueva designación para la variante que contiene las mutaciones en la proteína de pico, incluidas G142D, L452R, E484Q, D614G, P681R entre otros y esta variante pasó a asignarse el linaje PANGO B.1.617 el 1 de abril de 2021. Revisaron el árbol filogenético para incluir tres sublinajes de B.1.617 el 21 de abril de 2021 después de notar que no todas las secuencias del genoma asignadas por la herramienta PANGOLIN contenían el mismo conjunto de mutaciones.
Hasta mediados de abril de 2021, India presentó la mayor cantidad de genomas de B.1.617, seguida en frecuencia por el Reino Unido y los EE. UU. Según la información del genoma, el linaje B.1.617 se detectó por primera vez en el Reino Unido el 22 de febrero de 2021 y en los EE. UU. El 23 de febrero de 2021. 
Después de detectar 77 casos de linaje B.1.617 en el Reino Unido a mediados de abril de 2021, Public Health England designó el linaje como una variante bajo investigación. En menos de dos meses, la variante Delta se convertiría en la variante dominante en el Reino Unido y los investigadores afirmaron que las primeras pruebas sugieren que puede haber un mayor riesgo de hospitalización por Delta en comparación con la variante variante Alfa previamente dominante.